# Sony Alpha DSLR-A350
Sony Alpha DSLR-A350 — цифровой зеркальный фотоаппарат разработанный фирмой Sony. Камера относится к начальному уровню и призвана дополнить линейку камер этого класса также включающую в себя А200 и А300. А350 была анонсирована в январе 2008 года.

## Отличия от А200
- Применена 14-мегапиксельная матрица (у А200 — 10 мегапикселей)
- Камера поддерживает технологию LiveView позволяя наводить камеру не только с помощью видоискателя, как во всех предыдущих DSLR Sony, но и с помощью LCD дисплея сзади фотоаппарата.
- Дисплей камеры отклоняется в вертикальной плоскости, облегчая съёмку с различных положений

## Отличия от А300
- Применена 14-мегапиксельная матрица (у А300 — 10 мегапикселей).
- Скорость серийной съемки 2 к/сек (против 3 к/сек у А300).
- Незначительно меньше ресурс аккумулятора.